# Tales of Wells Fargo
Tales of Wells Fargo è una serie televisiva statunitense in 200 episodi trasmessi per la prima volta nel corso di 6 stagioni dal 1957 al 1962. È una serie western ambientata negli anni 1870.

## Personaggi e interpreti
- Jim Hardie (200 episodi, 1957-1962), interpretato da Dale Robertson.
- Jeb Gaine (25 episodi, 1961-1962), interpretato da William Demarest.
- Prima guardia (21 episodi, 1957-1962), interpretato da Kit Carson.
- Tina Swenson (15 episodi, 1961-1962), interpretata da Lory Patrick.
- Ovie Swenson (14 episodi, 1961-1962), interpretata da Virginia Christine.
- Beau McCloud (13 episodi, 1961-1962), interpretato da Jack Ging.
- Mary Gee Swenson (13 episodi, 1961-1962), interpretata da Mary Jane Saunders.
- Lo sceriffo (9 episodi, 1961-1962), interpretato da Steve Darrell.
- Wells Fargo Manager (8 episodi, 1957-1962), interpretato da Russell Thorson.
- Benson (7 episodi, 1957-1962), interpretato da Hank Patterson.
- Bob Dawson (6 episodi, 1957-1961), interpretato da Edgar Buchanan.
- Jefferson (5 episodi, 1957-1961), interpretato da Claude Akins.
- Acey-Deucey (5 episodi, 1957-1962), interpretato da William Tannen.
- Amos Birely (5 episodi, 1957-1962), interpretato da Leonard P. Geer.
- Ella (4 episodi, 1957-1959), interpretata da Jacqueline Holt.
- Boone Helm (4 episodi, 1957-1962), interpretato da John Doucette.
- Frank (4 episodi, 1957-1961), interpretato da Lane Bradford.
- Tenny Jackson (4 episodi, 1957-1958), interpretato da John Frederick.
- Keever (4 episodi, 1958-1960), interpretato da Jason Johnson.
- Deacon (4 episodi, 1957-1962), interpretato da Frank Ferguson.
- Blue Duck (4 episodi, 1957-1962), interpretato da George Keymas.
- Bill Manton (4 episodi, 1957-1960), interpretato da Terry Frost.
- Olseen (4 episodi, 1958-1962), interpretato da Roy Barcroft.
- Bodie Seaton (4 episodi, 1960-1961), interpretato da Robert Middleton.
- Dallas Stone (4 episodi, 1958-1962), interpretato da Mauritz Hugo.
- Al Wiley (4 episodi, 1958-1961), interpretato da Don C. Harvey.
- Wade Cather (4 episodi, 1959-1961), interpretato da John Dehner.

## Produzione
La serie fu prodotta da Overland Productions, Juggernaut Productions e Revue Studios e girata in California. Le musiche furono composte da Richard Shores, Paul Dunlap, Michael Greene, Melvyn Lenard e John Williams.

### Registi
Tra i registi sono accreditati:
- Earl Bellamy in 41 episodi (1957-1959)
- R.G. Springsteen in 16 episodi (1961-1962)
- Sidney Salkow in 6 episodi (1957-1959)
- William Witney in 6 episodi (1961-1962)
- Lewis R. Foster in 4 episodi (1957-1961)
- William F. Claxton in 4 episodi (1961)
- George Waggner in 3 episodi (1957)
- Jerry Hopper in 2 episodi (1957-1961)
- Leslie H. Martinson in 2 episodi (1957)
- Allen H. Miner in 2 episodi (1957)
- David Lowell Rich in 2 episodi (1959)
- Frank McDonald in 2 episodi (1961)
- Francis D. Lyon in 2 episodi (1962)
- Christian Nyby in 2 episodi (1962)
- Gene Reynolds

### Sceneggiatori
Tra gli sceneggiatori sono accreditati:
- Frank Gruber in 52 episodi (1957-1962)
- William F. Leicester in 13 episodi (1957-1959)
- James Brooks in 13 episodi (1958-1961)
- Gene Reynolds in 13 episodi (1958-1961)
- Martin Berkeley in 13 episodi (1958-1959)
- Clarke Reynolds in 12 episodi (1958-1959)
- Steve Fisher in 10 episodi (1957-1958)
- Dwight Newton in 7 episodi (1957-1958)
- Milton S. Gelman in 7 episodi (1961-1962)
- Al C. Ward in 6 episodi (1962)
- Samuel A. Peeples in 4 episodi (1958-1959)
- Jack Turley in 4 episodi (1961)
- N.B. Stone Jr. in 3 episodi (1957-1958)
- Borden Chase in 3 episodi (1959-1960)
- Peter Germano in 3 episodi (1960-1962)
- Lewis R. Foster in 2 episodi (1957-1961)
- William R. Cox in 2 episodi (1958-1962)
- Robert Giles in 2 episodi (1958-1959)
- D.D. Beauchamp in 2 episodi (1958)
- Anthony Lawrence in 2 episodi (1961-1962)
- Sam Ross in 2 episodi (1961-1962)
- Charles A. Wallace in 2 episodi (1961)
- David P. Harmon in 2 episodi (1962)
- Ellis Marcus in 2 episodi (1962)
- Dick Nelson in 2 episodi (1962)

## Distribuzione
La serie fu trasmessa negli Stati Uniti dal 18 marzo 1957 all'8 settembre 1962 sulla rete televisiva NBC.
Alcune delle uscite internazionali sono state:
- negli Stati Uniti il 18 marzo 1957 (Tales of Wells Fargo)
- in Spagna (Calibre 44)
- in Argentina (Wells Fargo)

## Episodi
| Stagione         | Episodi | Prima TV USA |
| ---------------- | ------- | ------------ |
| Prima stagione   | 14      | 1957         |
| Seconda stagione | 38      | 1957-1958    |
| Terza stagione   | 38      | 1958-1959    |
| Quarta stagione  | 37      | 1959-1960    |
| Quinta stagione  | 39      | 1960-1961    |
| Sesta stagione   | 34      | 1961-1962    |